# Wijnendale
Wijnendale is een dorp in de Belgische provincie West-Vlaanderen, gelegen op het grondgebied van Torhout. Wijnendale ligt op ongeveer vier kilometer van het stadscentrum van Torhout, halverwege tussen dit centrum en Ichtegem.
Het dorp lag vroeger op het grondgebied van Ichtegem, maar werd bij de fusies van 1 januari 1977 bij Torhout gevoegd. Het is een parochie sinds 1912, genoemd naar Sint-Jozef en Karel de Goede.
Wijnendale ligt op het Plateau van Wijnendale, een plateau in landschap op ongeveer 40 meter hoogte, 20 meter hoger dan het lagere omliggende land.
Op 28 september 1708 vond de Slag bij Wijnendale plaats, bij het kasteel van Wijnendale tussen de Engelse generaal Webb en de Fransen.

## Bezienswaardigheden
- Nabij Wijnendale ligt het kasteel van Wijnendale nog steeds de vaste woning van de heer Jean-Jacques Matthieu de Wynendaele, weliswaar niet op het grondgebied van Wijnendale zelf. Het Wijnendalebos net ten westen van het kasteel is meer dan 200 ha groot bos. Het ligt voor het grootste stuk op het grondgebied van Ichtegem.
- Door het dorp loopt de oude spoorlijn Groene 62 met het station Wijnendale, die er diep door het plateau is uitgegraven.
- De bedevaartkapel Onze-Lieve-Vrouw van Wijnendale.
- De Sint-Jozefskerk

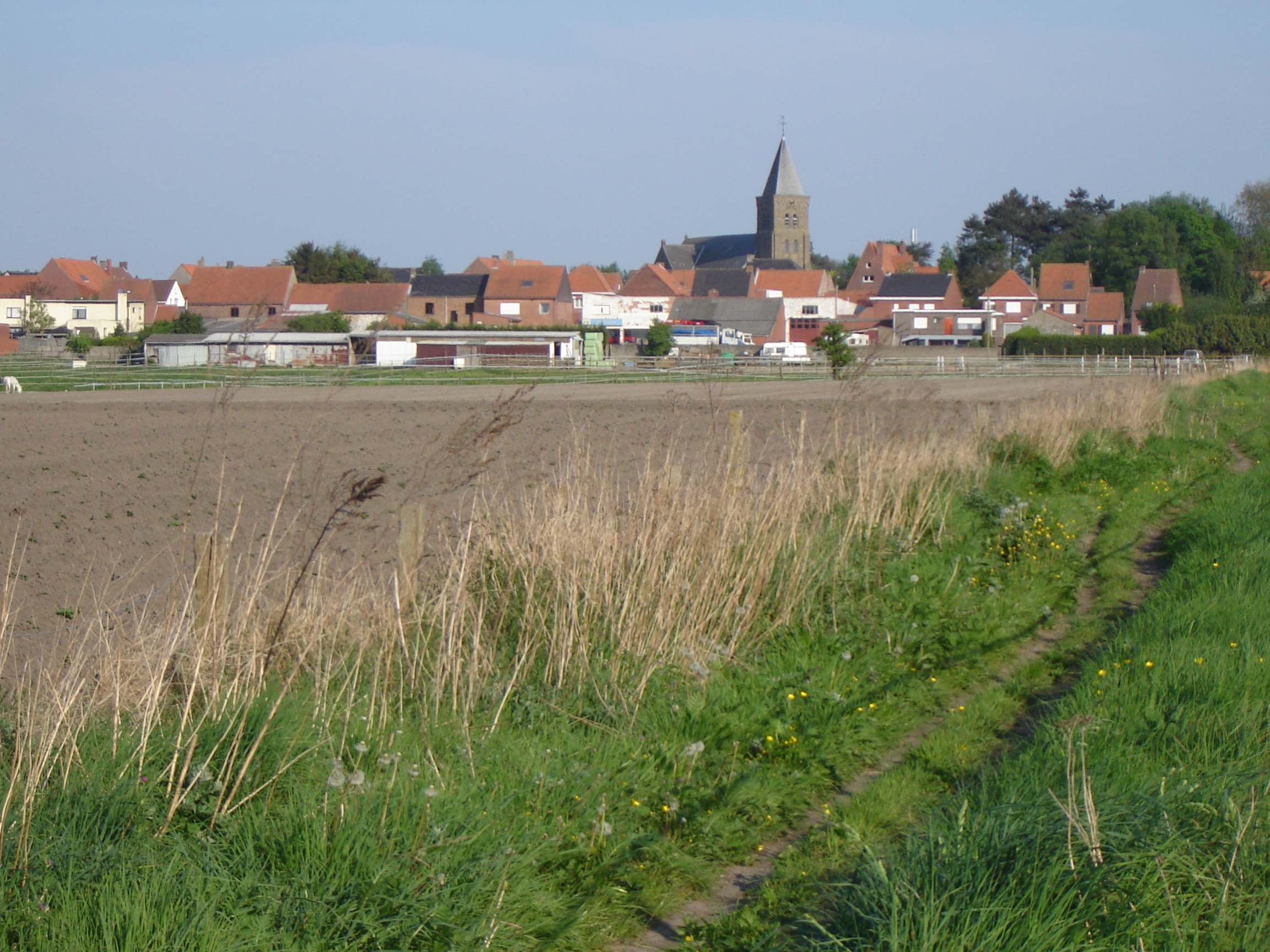
Uitzicht op Wijnendale
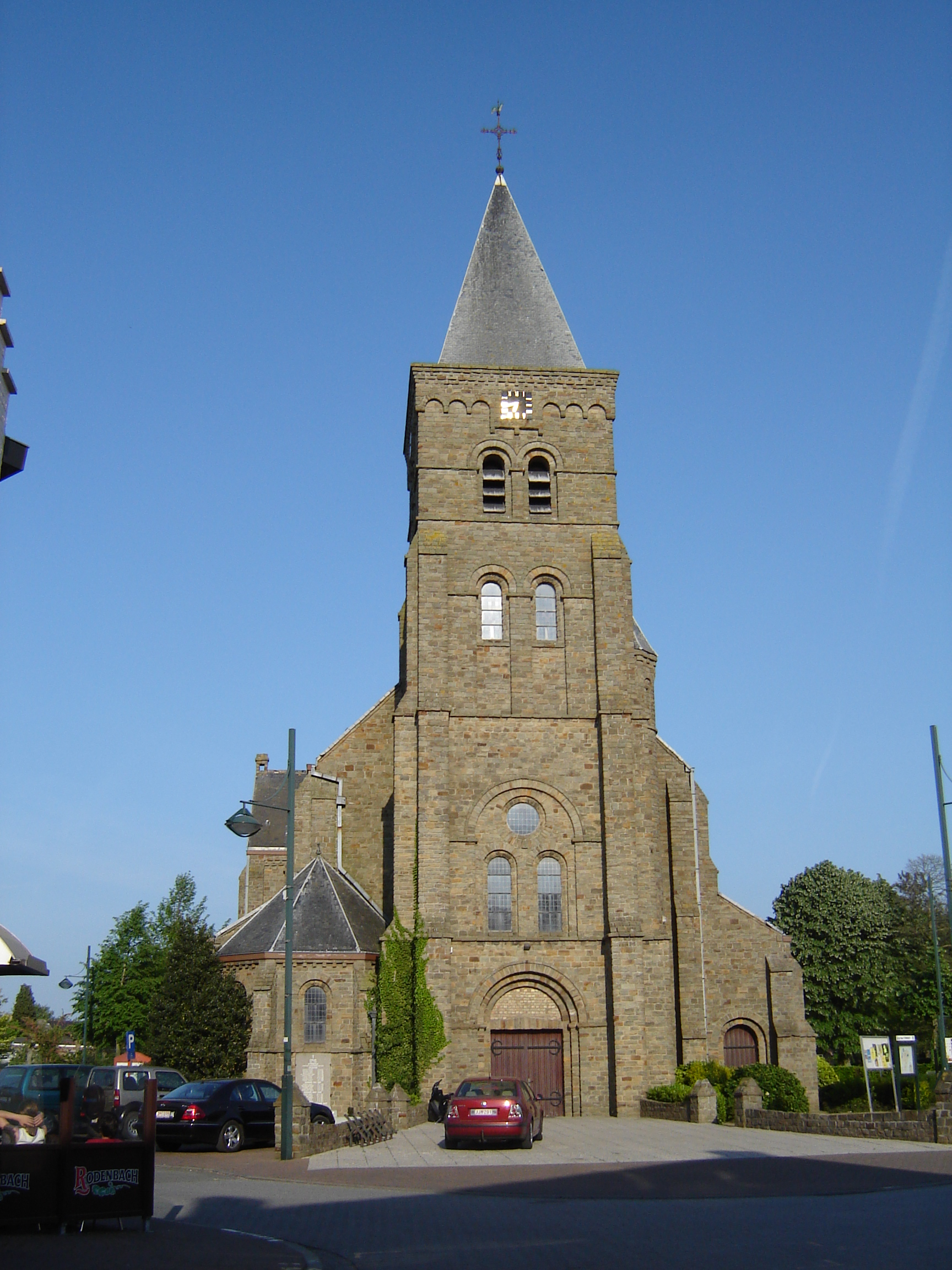
Sint-Jozefskerk
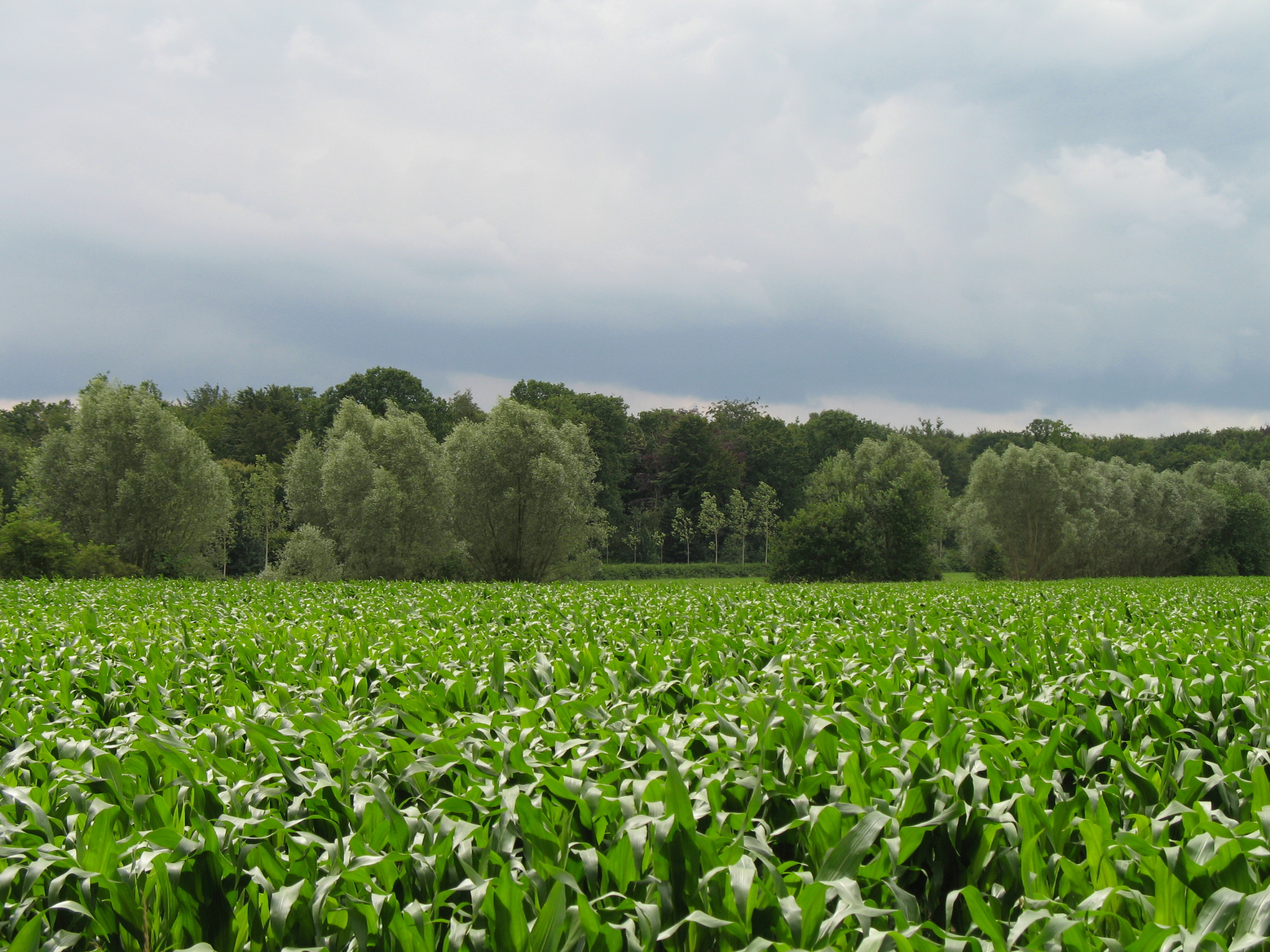
Wijnendalebos

## Natuur en landschap
Wijnendale ligt op het Plateau van Wijnendale op een hoogte van ongeveer 35 meter.

## Nabijgelegen kernen
Ichtegem, Aartrijke, Kortemark, Torhout